# Långkalsonger

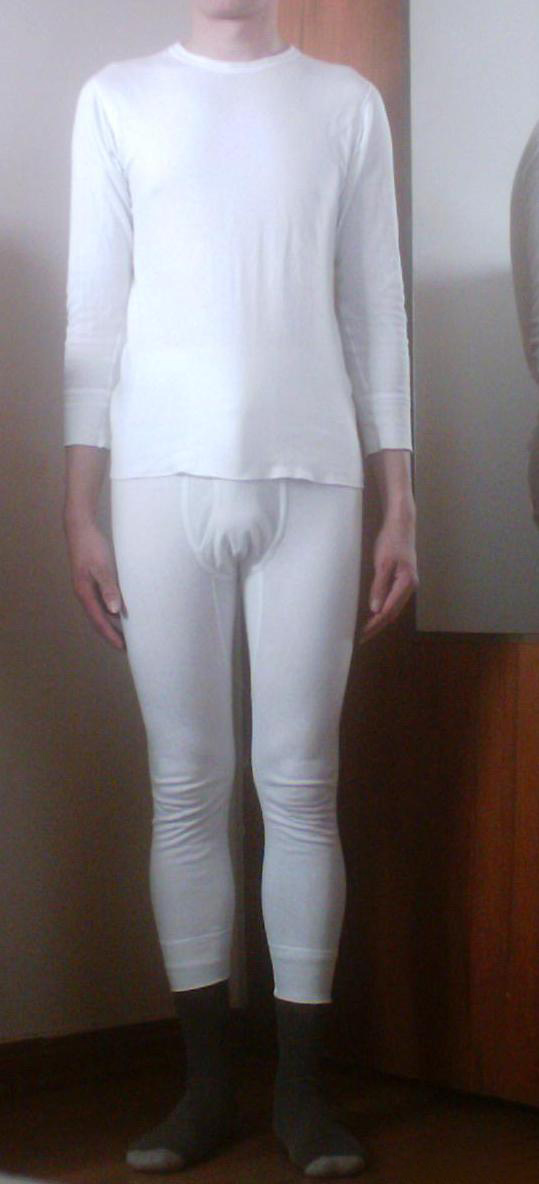
Långkalsonger och tröja, vilket tillsammans kallas för ett underställ.

Långkalsonger är klädesplagg som främst bärs när det är kallt för att motverka nedkylning av kroppen från midjan och nedåt. Långkalsonger tillverkas ofta av elastiska material. De bärs under vanliga byxor eller direkt under overall eller överdragsbyxor.
Långkalsonger har traditionellt varit ett herrplagg, men används idag även av kvinnor, särskilt i fritidssammanhang. Långkalsonger kombineras ibland redan i formgivningsledet med en matchande tröja och plaggen bildar då tillsammans ett underställ, som täcker hela kroppen. Motsvarande plagg finns också som overall.
Långkalsonger har nästan aldrig varit ett modeplagg utan är något som inte ska synas och som bärs under andra heltäckande kläder. Dock blev det under ett period på 1990-talet, i och med subkulturen kring musiken grunge populärt att han långkalsonger under mycket trasiga jeans vilket gjorde att detta plagg blev synligt och en del av subkulturens antimode. Detta bruk spred sig och förekom även bland punkare och inom indiepopen.